# Jorge Olguín
Jorge Olguín (17 de maig de 1952) és un exfutbolista argentí. Va formar part de l'equip argentí a la Copa del Món de 1978.